# 馬特羅西夫卡 (奧恰基夫區)
46°44′5″N 31°44′54″E / 46.73472°N 31.74833°E
馬特羅西夫卡（烏克蘭語：Матросівка），是烏克蘭南部的村莊，隸屬尼古拉耶夫州的尼古拉耶夫區。該村面積0.45平方公里，海拔高度42米，2001年人口253，人口密度每平方公里562.2人。